# Ihor Podoltchak
Ihor Vladimirovitch Podoltchak (né le 9 avril 1962 à Lviv) est un réalisateur, scénariste, producteur, artiste et commissaire d'exposition ukrainien. Il est membre de l'Académie cinématographique ukrainienne. Il est participant et lauréat de nombreuses expositions internationales d'art en Ukraine et à l'étranger. Il a co-fondé le fonds Masoch et prend part à tous ses projets artistiques. Il vit et travaille à Łódź et à Lviv. Il s'inscrit dans la Nouvelle Vague ukrainienne (en).

## Biographie

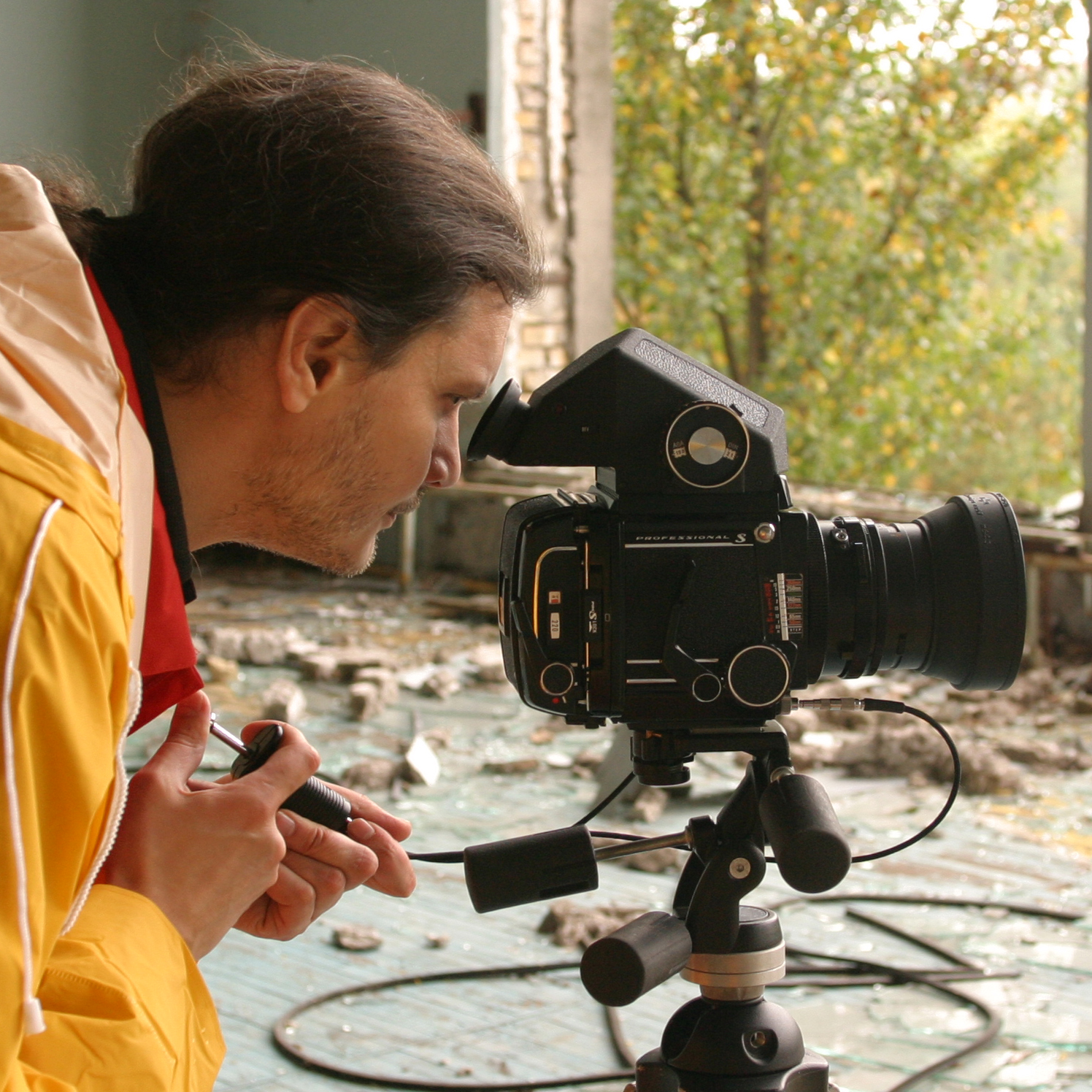
Tchernobyl, octobre 2004

Podoltchak est né le 9 avril 1962 à Lviv dans une famille d'intellectuels. Son père est historien de formation et sa mère, journaliste. En 1979, il est diplômé de l'école secondaire nº 9 de Lviv. La même année, il entre à l'Institut d'État des arts appliqués et décoratifs de Lviv (aujourd'hui l'Académie nationale des Arts de Lviv (en)) et obtient son diplôme avec mention en 1984. Il a étudié avec Oleg Tistol, Pavlo Keresteï (en) et Mykola Matsenko (uk). De 1984 à 1985, il sert dans les Troupes frontalières soviétiques. De 1985 à 1986, il travaille au Fonds d'art de l'Union des artistes soviétiques d'Ukraine. À partir de 1986, il exerce comme artiste indépendant et conservateur d'art contemporain. Il a participé à de nombreuses expositions internationales à travers le monde, en a remporté plusieurs et a organisé un certain nombre d'expositions internationales en Ukraine et à l'étranger.
Depuis la création du fonds Masoch en 1991 avec Ihor Diourytch (uk), il a dirigé divers événements artistiques en Ukraine, en Allemagne et en Russie. Depuis 1997, il est s'engagé dans la conception de la composante visuelle de campagnes électorales en Ukraine et en Russie. Depuis 2006, il écrit des scénarios, réalise et produit des films. Il a réalisé deux longs métrages (Las Meninas, Delirium) et un court métrage (Merry-Go-Round).
En 2014, le magazine Forbes Ukraine a nommé Ihor Podoltchak l'un des 10 réalisateurs ukrainiens les plus en vue.

## Pratique artistique

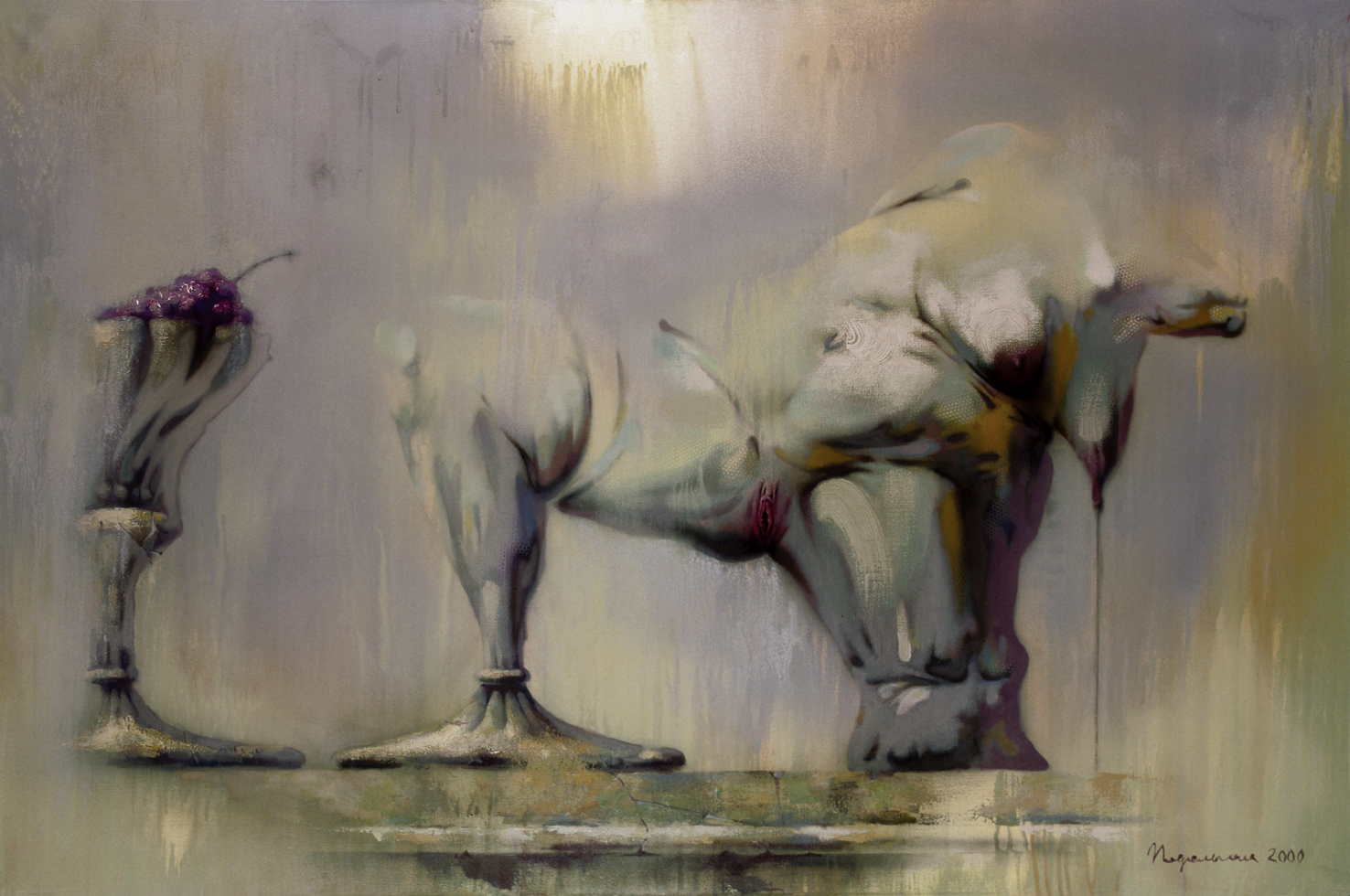
Sans titre, 1995, acrylique, toile, 80x120 cm

Podoltchak travaille dans divers genres de beaux-arts: peinture, arts graphiques, photographie, art vidéo et art action. Au début de sa carrière, l'art graphique prédomine. Au début des années 1990, il exerce dans pratiquement tous les genres des arts visuels; au milieu des années 1990 il pratique l'art action; à la fin des années 1990, l'art vidéo.

### Peinture et techniques mixtes

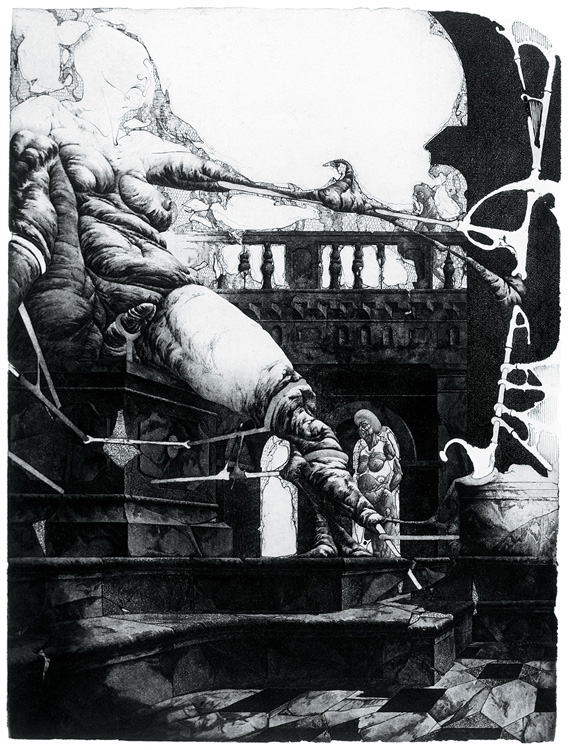
Le Grand Hermaphrodite, 1994, eau-forte, 58x44 cm

Jusqu'au début des années 1990, Podoltchak utilise la peinture à l'huile et ses œuvres sont généralement de petit format (jusqu'à 1 m). Plus tard, il recourt uniquement à l'acrylique et à la toile, et les formats augmentent considérablement (jusqu'à 2,5 m). Jusqu'au milieu des années 1990, il expose sous le pseudonyme O. Serdiouk des œuvres réalisées dans une technique mixte unique combinant monotype et peinture acrylique sur papier avec collage ultérieur sur toile,.

### Arts graphiques
Podoltchak utilise dans ses œuvres des techniques d'eau-forte, d'aquatinte, d'estampe et de pointe sèche. En règle générale, il combine toutes ces techniques, atteignant une profondeur de noir extraordinaire, une large gamme de gris ainsi qu'une variété de textures et de reliefs. Il travaille sur plaques de zinc. La dimension des œuvres varie de la miniature (2x3 cm) au grand format (50x40 cm), ce qui est assez inhabituel pour la technique de la taille-douce.

### Photographie

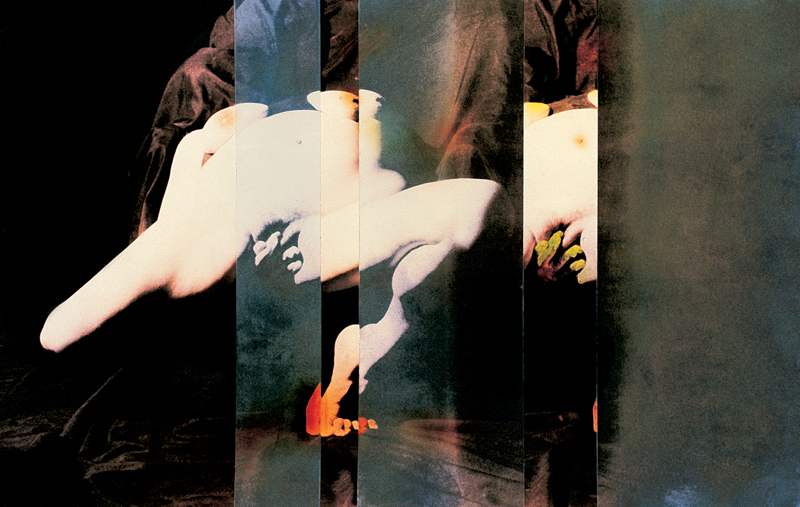
Sans titre, 1995, photo peinte en noir et blanc

Podoltchak a commencé à travailler dans la photographie pendant ses études à l'Institut. Jusqu'en 1996, il expose ses photographies sous le pseudonyme de Gor Gory. Il s'agissait principalement de photographies en noir et blanc, exprimées ou peintes avec des colorants à l'aniline. Plus tard, il commence à utiliser la technique de la solarisation. En 2000, il commence à prendre des photographies en couleur. Le tournage est toujours mis en scène, réalisé en studio. Il photographie à la fois des modèles et des natures mortes. Il utilise une caméra Mamiya RB67 de moyen format avec une variété d'optiques. Il recourt souvent à la lumière colorée. Le format des œuvres varie de 15 cm à 1 m sur le côté le plus long.
Les photographies de Podoltchak ont été publiées dans diverses publications photographiques, tant élitistes (Scenario : The Art Photography Magazine, Royaume-Uni), fétichistes (Secret, Belgique) que pornographiques (Nu,, Italie).

### Livres d'artiste
En 1992, le collectif d'arts polonais Correspondance des Arts (pl) de Łódź, dont Podoltchak a participé à la fondation en 1980, publie le livre d'artiste Jacob Böhme avec des gravures originales de Podoltchak intégrées dans du papier dessiné à la main de 8 mètres de long. Le livre connaît un grand succès dans les salons internationaux du livre et reçoit la médaille de bronze du concours du meilleur livre du monde à la Foire du livre de Francfort en 1994, le prix Walter-Tiemann à la Foire du livre de Leipzig la même année et le prix du meilleur livre de l'année de l'Association polonaise des éditeurs (pl) en 1992. Le livre a participé à la première exposition de l'Ukraine à la Biennale de São Paulo de 1994.
En 1995, Podoltchak illustre le livre Gilgamesh avec des textes de Craig Raine (en).

## Expositions
Podoltchak a commencé son activité d'exposition en 1985. Il a participé à plus de 150 expositions internationales. Il est l'auteur de nombreux projets dans le domaine des beaux-arts et lauréat de 25 expositions internationales au Canada, aux États-Unis, en Corée du Sud, en Lettonie, en Pologne, en Norvège, en Espagne et en Ukraine. Il y a eu 25 expositions personnelles de l'artiste à Venise, Londres, Mayence, Kiev, Munich, Łódź, Bayreuth, Braidwood, Séoul, Safed, Moscou, Lviv, Haïfa, Hobart, Cadaqués, Paris, Konin, Poznań et Groß-Gerau.
L'une de ses expositions fut la toute première exposition d'art dans l'espace, qui eut lieu dans la station spatiale russe Mir le 25 janvier 1993. Deux eaux-fortes de Podoltchak étaient exposées. L'exposition a été réalisée avec la participation des cosmonautes russes Sergueï Avdeïev et Anatoli Soloviov. L'enregistrement du projet s'est fait en vidéo. Cette exposition faisait partie du projet Art in Space et a fait partie de l'exposition de l'Ukraine à la Biennale de São Paulo de 1994.

## Cinéma
Les deux longs métrages de Podoltchak ont des caractéristiques communes : départ du récit, anthropologie des mondes clos, angles de prise de vue inattendus, liberté des jugements disjonctifs et extrême « dialectique » dans l'approche de la représentation de l'espace-temps.

### Las Meninas
Las Meninas (en) est le premier long métrage de Podoltchak. La première mondiale a eu lieu au Festival international du film de Rotterdam, le 25 janvier 2008 dans le cadre du programme de compétition. Le film a participé à 27 festivals de cinéma internationaux, dont 10 dans le programme de compétition, et d'autres dans le programme officiel.

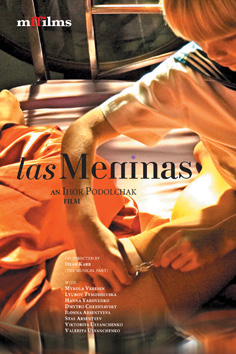
Affiche de Las Meninas

La première ukrainienne a eu lieu le 9 juin 2009 au Festival du film européen de Kiev. La sortie au cinéma en Ukraine a eu lieu le 5 octobre 2009. Dans le classement dressé par le Bureau du journalisme cinématographique ukrainien (uk) et l'Association ukrainienne des cinéastes (en), Las Meninas figure parmi les 20 meilleurs films nationaux 1992-2011.

### Delirium

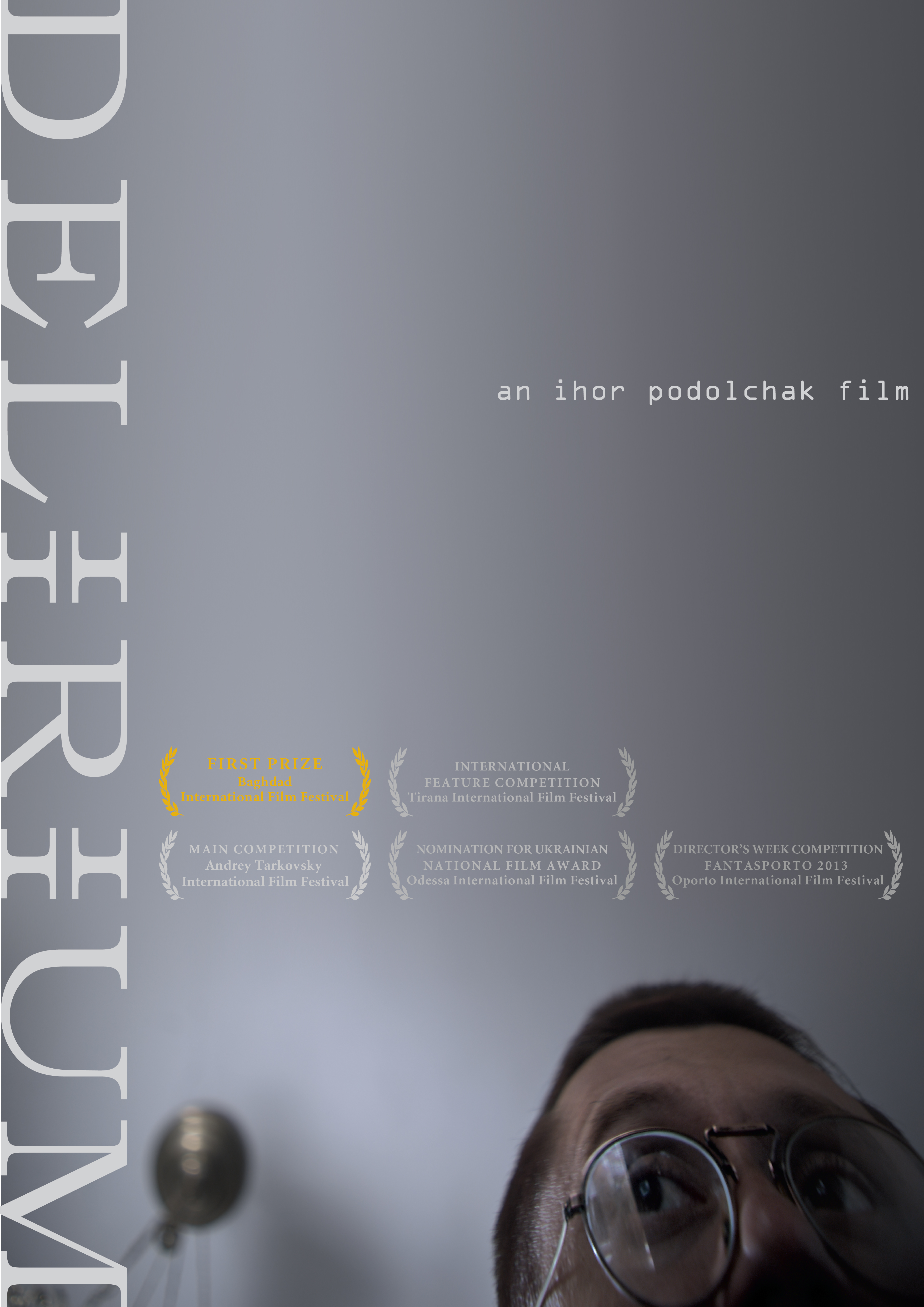
Affiche de Delirium

Delirium (en) est le deuxième long métrage de Podoltchak. Le scénario est inspiré du roman Inductor de l'écrivain et journaliste ukrainien Dmytry Beliansky (ru). Le tournage s'est déroulé de 2008 à 2010. Le site Kino Mail.ru (ru) a classé Delirium parmi les 10 meilleurs films ukrainiens de 2012. La première mondiale du film a eu lieu le 4 mars 2013 dans le cadre du programme de compétition de la semaine des réalisateurs du Fantasporto à Porto. La même année, le film a reçu le premier prix du Festival international du film de Bagdad (ar).

### Merry-Go-Round

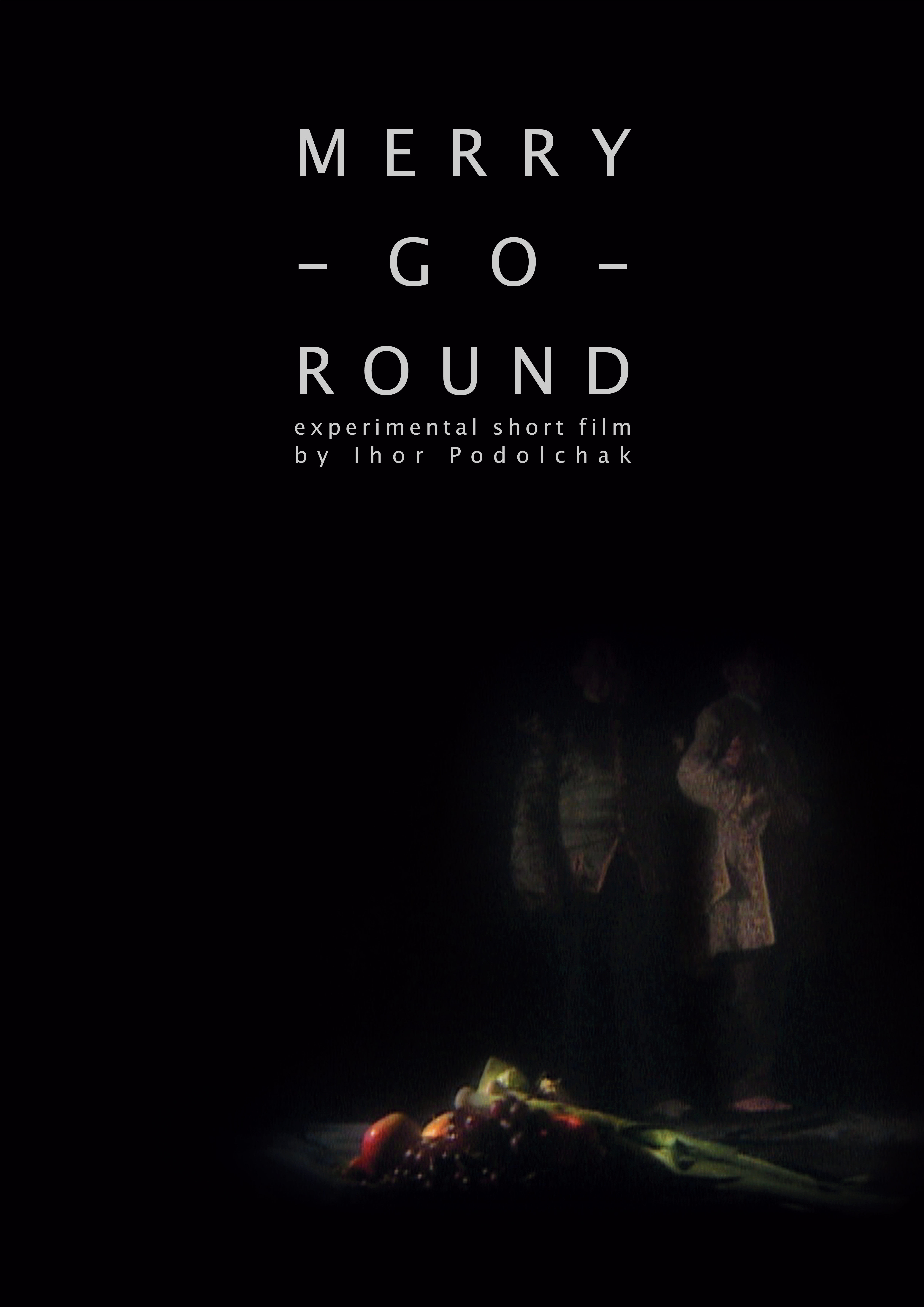
Affiche de Merry-Go-Round

Ihor Podoltchak a produit le court métrage Merry-Go-Round (en) avec Ihor Diourytch (uk) et Lilia Mlynarytch. Le directeur de la photographie est Serhiy Mykhaltchouk et la musique du film est créée par Oleksandr Chtchetynsky (en). La première mondiale du film a eu lieu le 9 juillet 2017 en Australie dans le cadre du Festival international du film Revelation de Perth (en). Le film a été en lice pour le prix du meilleur court métrage ukrainien au Festival international du film d'Odessa.

## Autres activités

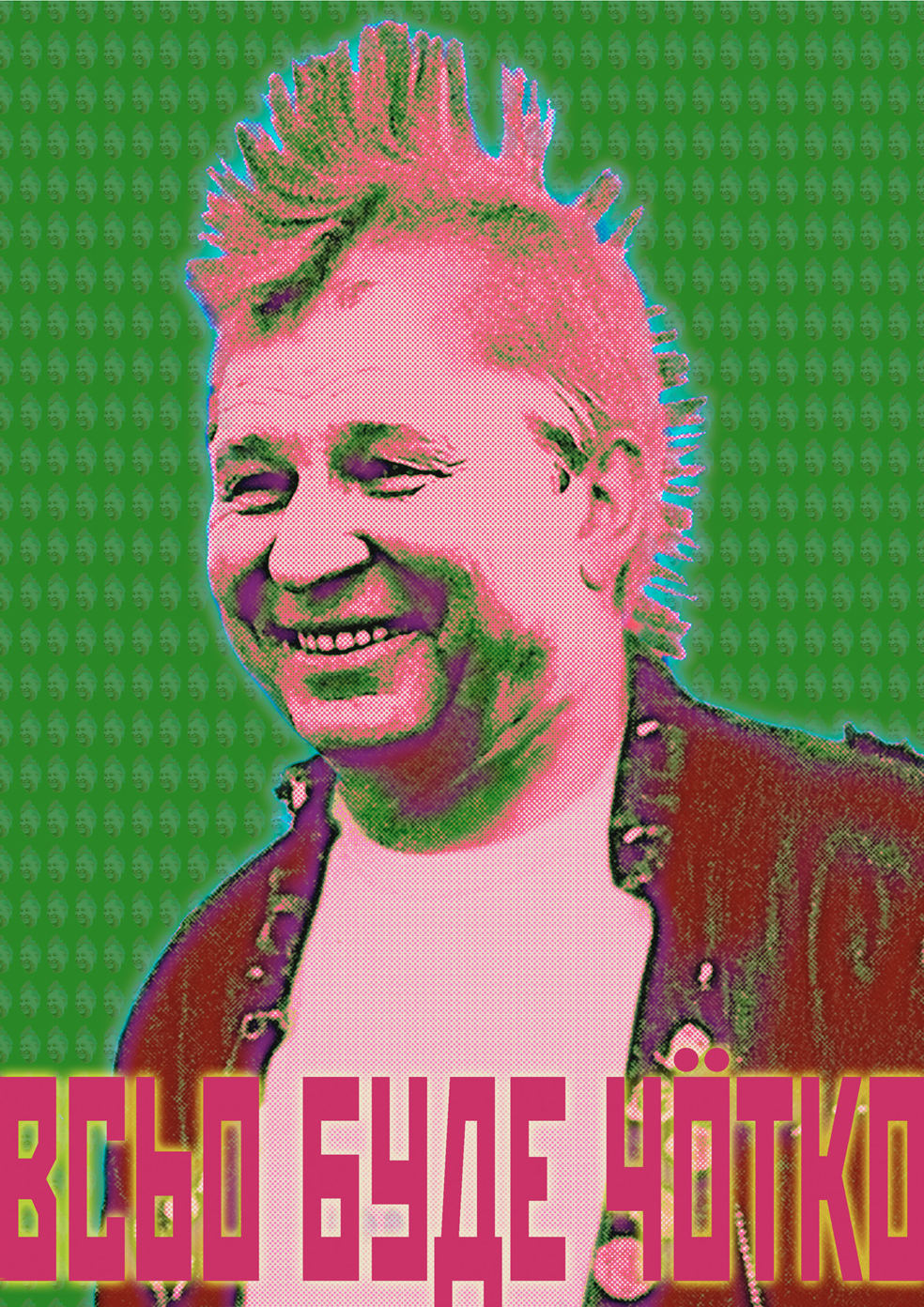
Affiche pour l'élection présidentielle ukrainienne de 1999

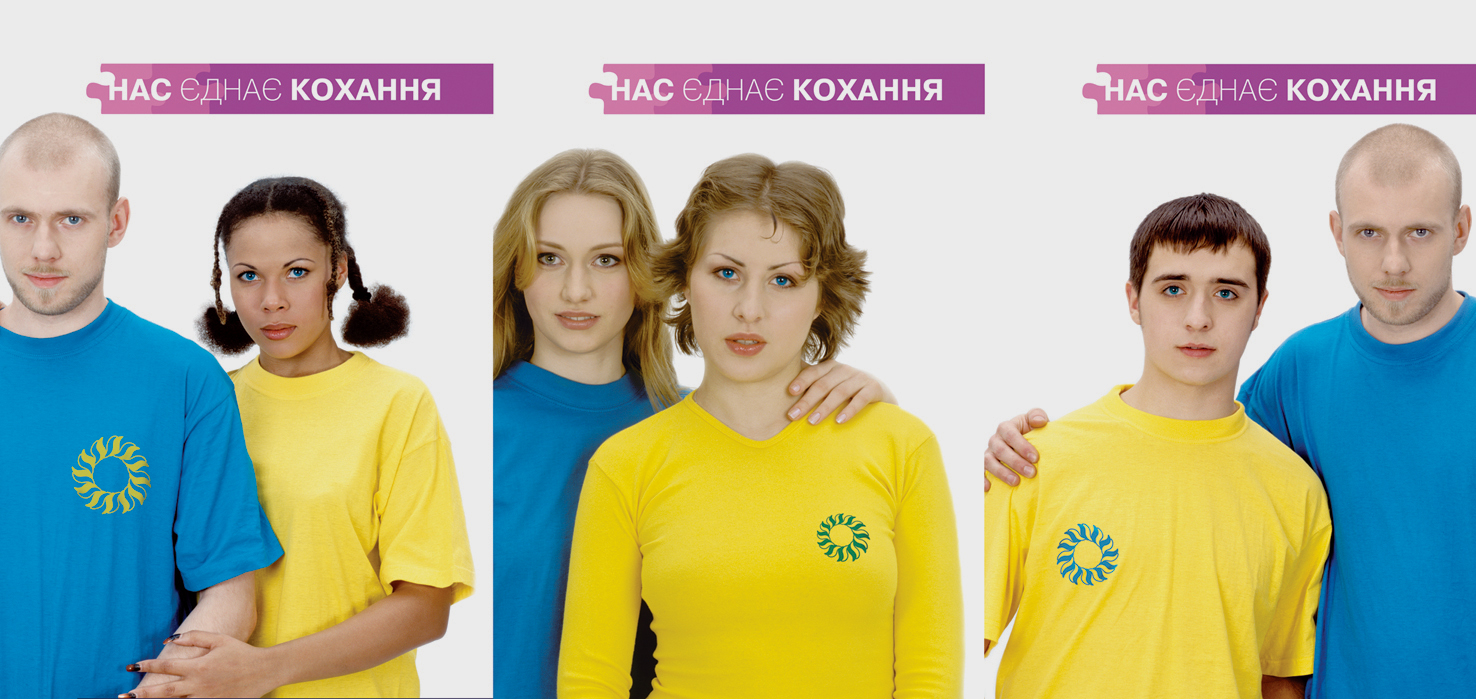
Série d'affiches pour les élections législatives ukrainiennes de 2002

Depuis 1997, Podoltchak s'est s'engagé dans la conception de la composante visuelle de campagnes électorales en Ukraine et en Russie.
En Russie, il s'est impliqué en 1997 aux élections à la Douma de la ville de Moscou et aux élections à la Douma du kraï du Primorié (Vladivostok).
En Ukraine, il est l'auteur (avec Ihor Diourytch) de la composante graphique des campagnes de Leonid Koutchma à l'élection présidentielle de 1999, du parti Pour l'Ukraine unie ! et du candidat Oleksandr Sahour aux élections législatives de 2002, de Viktor Ianoukovytch à l'élection présidentielle de 2004, du bloc populaire Litvine (uk) aux élections législatives de 2006 et de Viktor Pylypychyne (uk) aux élections à la mairie de Kiev de 2008.
En 2002, dans la série d'affiches « Nous sommes unis par l'amour », Podoltchak et Diourytch représentent l'homosexualité pour la première fois dans une publicité politique.